# Общество Леопарда
Общество Леопарда — тайное общество в Западной Африке, практиковавшее ритуальные убийства и каннибализм среди своих соплеменников. Общество леопардов было активно в начале и середине XX века. Основной зоной распространения общества считаются Сьерра-Леоне, Либерия и Кот-д’Ивуар, а также Нигерия.

## История

### Первые сведения об обществе леопардов
До середины XIX века были лишь немногочисленные упоминания о каннибализме и ритуальных убийствах в Сьерра-Леоне. Так, в 1607 году Уильям Финч писал о свирепых людоедских племенах, носивших шкуры леопарда, а Грэхэм Ингман упоминал ритуальное сожжение людей заживо.
Впервые о ритуальных убийствах широко заговорили в европейском обществе в конце XIX века, когда произошло событие, известное как «Скандал Тонго». В 1891 году вождь одного из племён собрал бигменов Гангамы, Гбангбамы, Яндегуна, других поселений и деревень для участия в игре Тонго, местом проведения которой был выбран городок Бого. В заключительной части «игры» восемь человек, специально пойманных для ритуала, были сожжены заживо. Новость об этом событии вызвала скандал в британском обществе, и в 1892 году игра была запрещена губернатором, а нарушившие данный закон признавались политическими заключёнными (ритуальное убийство расценили как «игры и танцы»).
Несмотря на запреты игры Тонго, известия о ритуальных убийствах продолжали появляться; за многими из них стояло тайное общество, получившее название Общество людей-леопардов.
В 1895 году разрабатывается первый закон с целью пресечения деятельности людей-леопардов, по которому запрещалось носить шкуры леопардов, ритуальный нож и борфиму — «магическое» снадобье; нарушители автоматически становились преступниками. 9 октября 1896 года закон вступил в силу на территории Сьерра-Леоне; во внутренних землях был введён режим протектората, устанавливавший полный контроль над населением.

### Люди-леопарды в XX веке
Уже к началу XX века, в 1912 году, в ходе спецоперации было арестовано свыше 400 подозреваемых в причастности к обществу. На специальной пресс-конференции власти предоставили общественности атрибутику людей-леопардов. После этого деятельность общества в пределах Сьерра-Леоне ослабла, распространившись на соседние страны.
В 1934—1935 годах общественность была взбудоражена событиями в Бельгийском Конго (ныне Демократическая Республика Конго). Тогда было найдено огромное количество жертв, которые якобы умерли от нападений обычных леопардов. Эти события подтолкнули Эдгара Райса Берроуза написать в 1935 году роман Тарзан и люди-леопарды.
Уже после Второй мировой войны, в 1945—1947 годах, наблюдалась деятельность общества людей-леопардов в округе Калабар, находящемся в Нигерии. Приверженцы культа тогда убили более сотни человек. Началась активная кампания против людей-леопардов. В округе был введён комендантский час и назначена награда за головы членов общества. Арестованных подозреваемых было около сотни, 18 из которых казнили. Казнь, по первоначальной задумке, было решено произвести прилюдно, дабы развеять сверхъестественные страхи простого люда; однако, посовещавшись, власти решили оставить в качестве зрителей только вождей племён.
До сих пор ведутся споры о том, существуют ли поныне члены культа, однако никто доподлинно не может утверждать о том, что культа уже нет. Одним из последних проявлений людей-леопардов был инцидент, произошедший в 1994 году в Либерии. В местную больницу, находящуюся под патронажем Международного комитета Красного Креста, было доставлено восемь растерзанных человек, двое из которых, женщина и ребёнок, были ещё живы, однако напуганы настолько, что не смогли дать внятных объяснений. Персонал же больницы, состоявший из местных жителей, разбежался в ужасе. Сотрудники Красного Креста, осмотрев тела, убедились, что нападение было совершено не хищниками: хотя увечья и были весьма схожи с ранениями, получаемыми от когтей леопарда, однако следы зубов являлись явно человеческими. Вскоре после отлучки доктора медики, ухаживавшие за телами, были убиты, а женщина и исчезла. На месте полиция обнаружила следы леопарда. Дело стало резонансным настолько, что Интерпол направил разбираться своих агентов, однако безуспешно.

## Описание общества людей-леопардов
Постепенно британские власти много узнали об Обществе леопардов. Одним из источников стали показания самих членов организации. Весьма интересен способ, с помощью которого европейцы научились «допрашивать» местное население. Специально для допроса готовилась смесь из соли, перца и золы, которую свидетелям раздавал переводчик. Каждый проглотивший давал после специальную клятву, что если солжёт, «то пусть сразу смерть сразит его».

### Вступление в Общество леопардов
Для того, чтобы стать членом общества леопардов, нужно было найти уже состоявшего в организации человека и попросить «борфиму» — магическое снадобье. Если просьба удовлетворялась, то кандидату предлагали отправиться в джунгли и отыскать там тропинку к зелью. Через какое-то время желающий вступить в общество встречал группу людей и обменивался с нею ритуальным приветствием. Затем новичка сопровождали к месту, где тот и «находил» красный ящичек с борфимой; также ему вручали нож-леопард, держа который, человек и произносил клятву всегда держать тайны общества в секрете.
Теперь новому члену общества предстояло принести свою первую жертву. Обычно ею становилась девочка. В сопровождении помогающих новичку людей-леопардов кандидат должен был попросить о жертве у родственников. Однако такая «просьба» не допускала возражений, являясь лишь ритуалом. После получения разрешения нужно было найти йонголадо — убийцу, который и завершал жертвоприношение.
Заключительный этап — убийство жертвы. Обычно родители или родственники сами направляли будущую жертву в засаду (но это не касалось убийств-наказаний, когда человека убивали за то или иное преступление перед общиной). Когда жертва подходила к месту засады, люди-леопарды издавали звуки, и в этот момент йонголадо прокрадывался к жертве и перерезал ей горло. Затем члены общества начинали «путать следы» — имитирующими лапы леопарда предметами оставляли отпечатки на земле. Труп расчленялся на кусочки, мясо и внутренние органы раздавались между членами общества.

### Ритуалы и духовная составляющая культа
Люди-леопарды являются одним из териантропических боевых культов, наподобие скандинавских берсерков. Культ леопарда — это тайный мужской союз, существовавший в Африке с давних времён. По свидетельству очевидцев, культ имел обширное влияние на территории всей Африки, так как члены культа встречались в различных племенах.
Учитывая конспиративность сообщества леопарда, его члены до поры вели обычную жизнь, ничем не выдавая своей принадлежности к обществу. Однако во времена набегов они надевали шкуры леопардов и ритуальные маски, дабы не быть узнанными. Для ещё большего сходства с леопардом они пользовались оружием, имитирующим когти и зубы леопарда; это были как специальные наручи с когтями и шипами, так и трёхзубчатые кинжалы. Обувь они носили тоже специфическую — подошва обуви повторяла контуры лап леопарда. Как правило, люди-леопарды нападали на свою жертву «втёмную», разорвав жертве яремную вену, после чего уже мёртвое тело они полосовали своим оружием, дабы создать впечатление, что это — «дело лап» леопардов.
Деятельность людей-леопардов не ограничивалась физическими проявлениями, духовная составляющая культа была его важной частью. Сам по себе леопард является священным тотемом многих африканских племён и культов, однако апогея почитание хищника достигло в обществе людей-леопардов. Считалось, что люди-леопарды происходят от связи смертных и леопардов (так, известен миф о леопарде Ириму, женившемся на девушке). Приверженцы культа сами распространяли слухи, что являются аниото — леопардами-оборотнями. Это утверждение может быть искажённым фактом, так как последователи подобных культов прибегали к самогипнозу и использованию снадобий, с помощью которых внушали себе, что являются зверями. В такой ситуации человек чувствует огромный прилив сил и норадреналина, у него появляется нечувствительность к боли; последствиями, как правило, оказываются неконтролируемость и покалеченная психика.
Важным ритуалом в среде приверженцев культа было поедание человечины. Помимо этого, известен также ритуал потребления человеческой крови Кровавый кувшин. Считалось, что человек-леопард таким образом лучше впускал в себя почитаемого тотема. Убив человека, люди-леопарды разрезали его на части в уединённом месте, отбирая тонкий кишечник, сердце и печень. Труп чаще всего уродовали, чтобы убитого не опознали, однако бывало, что его демонстративно оставляли более или менее целым, дабы нагнать страха на обывателей. Есть свидетельства того, что члены общества оправдывали свою деятельность, прикрываясь заботой о племени (к примеру, они объявляли своей целью прекращение межплеменных или внутриплеменных распрей).